# Macrodactylus noveloi
Macrodactylus noveloi är en skalbaggsart som beskrevs av Arce-pérez och Moron 2009. Macrodactylus noveloi ingår i släktet Macrodactylus och familjen Melolonthidae. Inga underarter finns listade i Catalogue of Life.